# Geometrodinámica
La Geometrodinámica (Geometrodynamics) es una teoría cuántica de la gravedad propuesta por John Archibald Wheeler en la década de 1960. Es un intento de describir los fenómenos espacio-temporales y asociados en términos completamente geométricos. Técnicamente, su objetivo es unificar las fuerzas fundamentales y reformular la relatividad general como un espacio de las tres métricas, módulo de difeomorfismo-3D.